# SŽD-Baureihe ТЭ109
Die Lokomotiven der SŽD-Baureihe ТЭ109 (deutsche Transkription TE 109) der Sowjetischen Eisenbahnen (SŽD) sind Diesellokomotiven für den Güter- und Personenzugdienst für die Spurweiten 1435 mm (Regelspur) und 1520 mm (russische Breitspur).

## Geschichte
Aufbauend auf den langjährigen Erfahrungen der SŽD beim Bau von Diesellokomotiven mit elektrischer Kraftübertragung entstand im Jahr 1968 eine neue Lokomotive in der Lokomotivfabrik Luhansk mit 3000 PS Antriebsleistung und der Achsfolge Co’Co’. Entgegen den langen Traditionen in der UdSSR mit Zweitaktdieselmotoren wurde hier erstmals ein Viertaktmotor verwendet. Auch die elektrische Kraftübertragung wurde neu entwickelt. Es wurde ein Wechselstromgenerator mit Gleichrichteranlage und Gleichstromfahrmotoren verwendet.
Die Maschine ist mit der Höchstgeschwindigkeit von 100 km/h für den Güterzug- und 140 km/h für den Personenzugdienst entwickelt worden. Je nach Kundenwunsch ist die Lokomotive sowohl auf Breit- als auch auf Regelspur einsetzbar. Dafür wurde sie so konstruiert, dass sie vom Grundprofil her in mitteleuropäische Fahrzeugumgrenzungslinien passt. Die Kühlanlage wurde so bemessen, dass die Lokomotive bis zu einer Außentemperatur von −40 °C voll einsatzfähig ist.
Von der Lokomotive wurden zwei Prototypen hergestellt, die nach Fertigstellung im harten Betriebseinsatz auf den Strecken der SŽD intensiv erprobt wurden. Danach wurden bis 1978 weitere 31 Fahrzeuge für die Zwecke der UdSSR beschafft. Die geringe Stückzahl mag etwas verwundern, wurden doch allein für die DDR 873 Fahrzeuge der nahezu baugleichen Reihe V 300 geliefert. Aber um die Bauzeit war die Verdieselung in der UdSSR weitgehend abgeschlossen, der Strukturwandel zur Elektro-Traktion zeichnete sich ab, und in der UdSSR liefen größtenteils mehrteilige Fahrzeuge für die Beförderung großer Lasten.
Aus der Literatur sind keine Daten über die Stationierung der in der UdSSR verbliebenen Fahrzeuge zu entnehmen. Von deutschen Privatbahnen wurden um das Jahr 2000 einige Exemplare gekauft.

## Technische Beschreibungen
Die Lokomotive ist als Drehgestelllokomotive mit zwei dreiachsigen Drehgestellen konstruiert worden. Die Drehgestellrahmen sind geschweißt, die Radsätze werden durch Lemniskatenlenker spielfrei geführt und mit Schraubenfedern abgefedert. Die mittlere Achse jedes Drehgestelles ist zur Verbesserung des Bogenlaufes um einige Millimeter seitenverschiebbar. Eine Wiegenfederung ist nicht vorhanden. Bodenrahmen und Kastenaufbau bilden eine einheitlich tragende Stahlschweißkonstruktion. Einzelne Elemente können zum Ein- und Ausbau durch Herabnehmen von Dachsegmenten herausgehoben werden. Der Aufbau der Lokomotive untergliedert sich in die Endteile mit den Führerständen, den sich anschließenden Einstiegsräumen und dem dazwischen liegenden Maschinenraum. Die Ausführung der Zug- und Stoßeinrichtung richtet sich nach dem Einsatzgebiet. Die Lokomotive kann ohne Eingriffe in die Fahrzeugkonstruktion sowohl mit SA-3-Mittelpufferkupplungen als auch mit Schraubenkupplung ausgerüstet werden.
Der Dieselmotor ist zum ersten Mal in der UdSSR bei elektrischer Kraftübertragung als Viertaktdieselmotor ausgeführt worden. Es handelt sich um einen Sechzehnzylindermotor in V-Anordnung. Zur Verfügung stehen die Typen 5 D 49 aus dem Werk Kolomna bzw. 2 D 70 aus der Lokomotivfabrik Charkow. Beide Motoren arbeiten mit Turbolader und Ladeluftkühler. Bei den Motoren wirken die zwei gegenüberliegenden Kolben auf die gleiche Kröpfung der Kurbelwelle. Die Motoren besitzen Drehzahlverstellregler mit elektrohydraulischen Verstelleinrichtungen.
Der an den Dieselmotor angeflanschte Hauptgenerator ist im Gegensatz zu den Vorgängerbauarten ein Wechselstromgenerator. Der Generatorstrom wird für die Speisung der Gleichstromfahrmotoren durch Siliziumdioden gleichgerichtet. Die Fahrmotoren sind als Tatzlagerfahrmotoren ausgeführt. Die Leistungseinstellung kann vom Fahrschalter über 15 Fahrstufen geregelt werden. Mit einem kombinierten Regelsystem für den Dieselmotor und die elektrische Kraftübertragung kann die Leistung so eingestellt werden, dass in keiner Betriebssituation eine Überlastung des Dieselmotors auftritt.
Eine 42 kW leistende Lichtanlassmaschine versorgt das Bordnetz der Lokomotive mit Gleichspannung von 110 V und lädt die Batterie. Gleichzeitig dient sie als Anlasser für den Dieselmotor. Für den Einsatz im Reisezugdienst konnten die Lokomotiven mit einem zusätzlichen Generator für die Speisung der Zugsammelschiene ausgerüstet werden.

## Weiterentwicklungen
1974 entstand eine Lokomotive der SŽD-Baureihe ТЭ125.
Auch als Doppellokomotive entstand eine Variante der Baureihe. Diese Bauart wird als SŽD-Baureihe 2ТЭ109 bezeichnet.
Über die zahlreichen in Mitteleuropa eingesetzten Maschinen siehe DR-Baureihe 130.